# Two of Us (film, 1988)
Two of Us (tj. My dva) je britský hraný film z roku 1988, který režíroval Roger Tonge. Snímek popisuje vztah dvou studentů na střední škole. Film produkovala stanice BBC jako součást série Scene školních filmů pro mladistvé. Byl natočen jako konfrontace se zákazem thatcheristické vlády informovat o homosexualitě v rámci sexuální výchovy ve školách prostřednictvím legislativního článku 28. Vzhledem k těmto okolnostem se BBC rozhodla nevysílat film přes den, ale až v pozdě v noci, ačkoliv byl původně vytvořen pro školou povinné diváky.

## Děj
Phil je student posledního ročníku střední školy. Chodí s přítelkyní Sharon, jejíž nejlepší kamarádka Vera by chtěla chodit s Matthewem, který kamarádí s Philem. Ovšem Matthew je gay, který odešel ze školy předchozího roku. Phil sám je nejistý ve svých pocitech, když si uvědomí, že sice miluje Sharon, ale stejnou náklonnost cítí i k Matthewovi. Když Matthewův otec objeví doma jeho gay časopisy, rozhodnou se oba kamarádi odjet pryč. Autostopem se dostanou na pobřežní letovisko Seaford v Sussexu, kde se seznámí s dívkou Suzie, která je na útěku z domova. Phil zde vyzná Matthewovi lásku, přesto pozve Sharon, aby za nimi přijela.
Film má dvě zakončení. V původní verzi z roku 1987 Phil vyprovodí Sharon na nádraží a poté se vrací k Matthewovi na pláž, kde se společně vrhnou do moře. Verze upravená v roce 1988 končí tak, kde to vypadá, že Phil odjíždí se Sharon a Matthew zůstává sám.

## Obsazení
| Jason Rush       | Matthew       |
| Lee Whitlock     | Phil          |
| Jenny Jay        | Sharon        |
| Zoë Nathenson    | Suzie         |
| Kathy Burke      | Vera          |
| James McKenna    | učitel        |
| Judy Gridley     | Philova matka |
| John Judd        | Mattheův otec |
| Gordon Salkilld  | řidič         |
| Geoffrey Leesley | policista     |